# Крупский, Константин Игнатьевич
Константин Игнатьевич Крупский (2 (14) июля 1838, Казань — 24 февраля (8 марта) 1883, Санкт-Петербург) — русский офицер, участник революционного движения в царской армии, отец Надежды Константиновны Крупской.

## Биография
Родился в семье небогатого дворянина штабс-капитана Игнатия Андреевича Крупского (1794—?) и Марии Васильевны (урождённая Гончаревская, ок. 1814—?) в Казани, рано остался сиротой. Учился в Новгородском кадетском корпусе (1856) и в Константиновском военном училище. После окончания Константиновского военного училища был назначен в Смоленский пехотный полк в Царстве Польском.
Был одним из руководителей революционной организации русских офицеров в Польше.
В 1863 году во время восстания в Польше Крупский, будучи командиром роты, всячески помогал и проявлял сочувствие к повстанцам. В том же году женился на Елизавете Васильевне Тистровой (1843—1915), работавшей гувернанткой.
В 1869 году окончил Юридическую академию и был снова направлен в Польшу. За помощь местному населению во время бунта был уволен со службы. После увольнения был предан суду, который лишил его права занимать государственные должности. Судебная волокита длилась много лет и подорвала здоровье Константина Игнатьевича. В конечном итоге Сенат оправдал Крупского.
Скончался в 1883 году от туберкулёза лёгких. Вдове была выдана бумага о том, что «24 февраля 1883 года отставной коллежский асессор К. И. Крупский, 41 года, волею божией умре от чахотки лёгких». Возраст был указан ошибочно, хотя это уже не имело принципиального значения.
По его прижизненному пожеланию, похоронен на Новодевичьем кладбище Санкт-Петербурга.

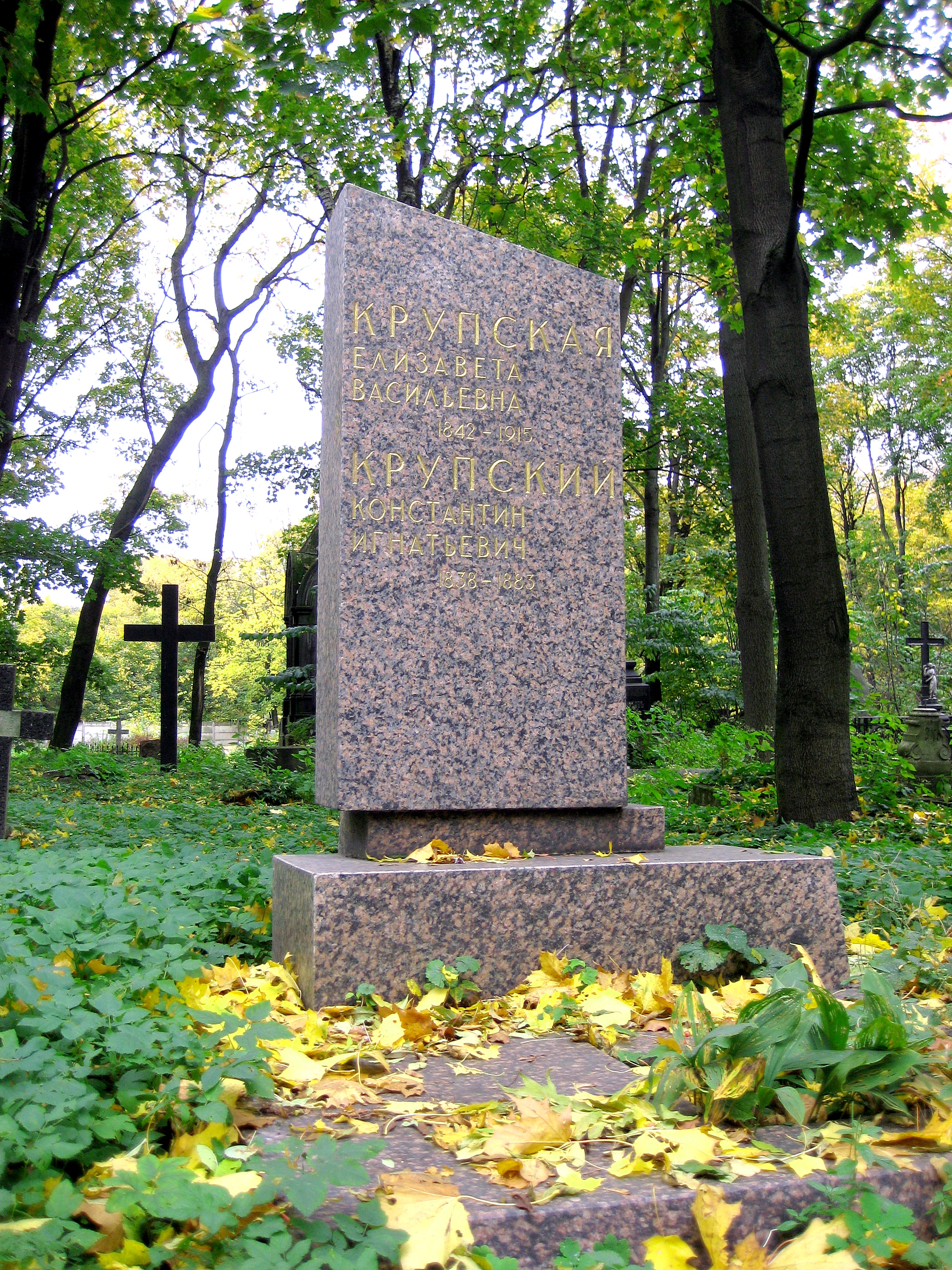
Могила Константина Игнатьевича Крупского с женой Елизаветой Васильевной Крупской на Новодевичьем кладбище Санкт-Петербурга

## Семья

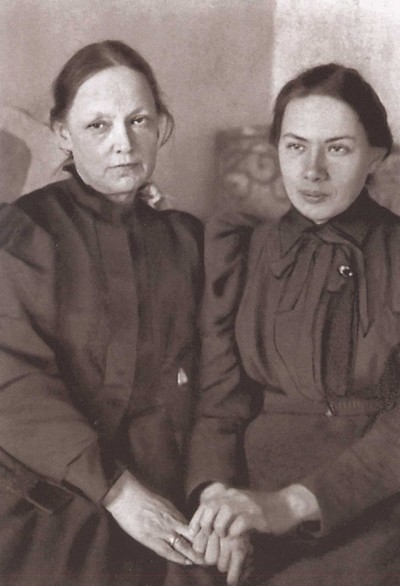
Жена Елизавета Васильевна (1843—1915) и дочь Надежда

- Брат — Крупский Александр Игнатьевич (1836—1883) — присяжный поверенный
- Жена — Тистрова Елизавета Васильевна (1843—1915) — гувернантка
- Дочь — Надежда — партийный деятель, основательница пионерской организации, педагог, жена В.И. Ленина